# 28일 후
《28일 후》(영어: 28 Days Later)는 2002년에 개봉한 영국의 종말물 공포 영화이다. 대니 보일이 감독하고 앨릭스 갈런드가 각본을 썼으며, 킬리언 머피, 나오미 해리스, 브렌던 글리슨, 메건 번스, 크리스토퍼 에클스턴 등이 출연했다. 이 영화는 전염성이 매우 높은 “분노” 바이러스가 사고로 유출된 이후의 사회 붕괴를 묘사하고, 한때 알고 있었던 삶의 파괴에 대항하는 네 생존자의 갈등에 초점을 맞추고 있다.
비평적으로, 그리고 상업적으로 성공하면서 이 영화는 새로운 좀비 영화 하위 장르를 만들어 냈다. 2004년 제30회 새턴상 공포 영화 부문 작품상을 수상하였다.
2007년에 영화의 속편인 《28주 후》, 그리고 두 영화 사이에 벌어진 일을 그린 그래픽 노블 《28일 후: 그 이후》(28 Days Later: The Aftermath)가 나왔다. 2009년 만화책 시리즈인 《28일 후》(28 Days Later)가 등장했다.

## 줄거리
케임브리지 대학 의학 연구소에 무단 잠입한 동물 권리 운동가들은 여러 대의 스크린을 통해 침팬지들이 쇠사슬에 묶여 있거나 우리에 갇혀 세계 여러 국가의 폭력 장면에 노출되어 있는 것을 발견한다. 동물 권리 운동가들은 침팬지들이 '분노 바이러스'(Rage Virus. 영화상의 가상 바이러스로 피와 타액을 통해 감염되며, 감염 20초 이내에 죽여야 한다.)에 감염되어 있다는 한 연구원의 공포 어린 경고를 무시한 채 그들을 풀어주고, 그 즉시 감염된 동물들로부터 피의 공격이 시작된다. 이들은 최초 감염자가 되며 유행병이 그레이트브리튼섬 전역으로 번지면서 사회가 붕괴된다.
28일 후 혼수 상태에 빠졌던 자전거 배달원 짐이 사람이 없는 런던 성 토머스 병원 중환자실에서 깨어난다. 짐은 아무도 없는 병원을 나와서 런던을 돌아보지만 역시 아무도 없음을 알게 되자 당황한다. 해가 저물기 전에 교회 안으로 들어간 짐이 발견한 것은 수북이 쌓여 있는 시체 더미뿐이다. 짐이 소리를 지르자 몇 명이 깨어나고 그 순간 분노 바이러스에 감염된 신부가 덤벼든다. 짐은 가지고 있던 캔으로 신부를 죽인 뒤 바로 도망친다. 짐의 뒤편에서 감염자들이 쫓아오기 시작하고, 짐은 필사적으로 도망친다. 와중에 짐은 다른 생존자인 마크와 셀리나를 만나게 되고, 마크와 셀리나가 미리 준비해 둔 폭탄을 폭파해 감염자들을 몰살시킨 뒤 지하철 역사 내의 문이 닫힌 상점 안으로 대피한다.
다음 날 마크, 셀리나, 짐은 날이 저물기 전 짐의 부모님이 계신 뎃퍼드 집으로 들어가지만 부모님이 자살한 상태라는 걸 알게 된다. 그날 밤 짐은 촛불을 켜고 부모님과의 기억을 회상한다. 그때 감염자가 짐을 공격하고 짐은 도움을 요청한다. 마크와 셀리나가 감염자들을 죽이지만 이 과정에서 마크가 감염자에게 물려 감염된다. 셀리나는 마크의 눈을 확인하고 그 즉시 식칼로 그를 죽인다. 그렇게 둘은 마크를 잃는다.
셀리나는 짐에게 "감염 후 20초 이내에 죽여야 한다. 가족, 절친한 친구라도. 만약 네가 감염되면 나는 너를 죽일 것이다."라고 말한다. 둘은 계속 방황하다가 깜빡거리는 빛으로 신호를 보내는 고층 아파트를 발견하고 안으로 들어간다. 1층은 본래 마트였으며 쇼핑 카트가 난장판이 된 채 섞여 있다. 둘은 쇼핑 카트를 발판 삼아 계단으로 진입하여 계속 계단을 올라간다. 짐은 서서히 지치기 시작한다. 도중 셀리나는 감염자 소리를 듣고, 곧 감염자들이 계단으로 난입하기 시작한다. 필사적으로 계단을 올라가던 둘 앞에 중무장한 생존자가 나타나 감염자들을 모두 죽인다. 짐과 셀리나를 자신이 사는 복도 끝 157호에 피신시킨 이 생존자는 택시 운전사 프랭크이며 딸 해나를 데리고 있다.
다음 날 프랭크, 해나, 짐, 셀리나는 라디오에서 맨체스터 인근에 치료제를 확보했으며 무장한 군인들이 생존자들을 지켜주는 봉쇄 공간이 있다는 안내 방송을 듣고 그곳으로 가기로 한다. 프랭크의 택시를 타고 이동한 이들은 방송에 나왔던 봉쇄 공간에 도착하지만 버려져 있는 것을 발견한다. 화가 난 프랭크는 시체가 걸쳐져 있던 문을 걷어차고, 시체의 피가 프랭크의 눈에 떨어지면서 프랭크는 감염된다. 결국 프랭크는 주변에 잠복하고 있던 군인들에게 총살되고 해나는 아버지를 잃는다.
이 군인들은 셀리나, 해나, 짐을 무장한 군인들이 지키는 한 저택에 데려간다. 지휘를 맡은 헨리 웨스트 소령은 짐에게 건물 안내를 하고, 짐은 마지막에 릭 메일러 이등병을 만난다. 메일러는 이틀 전에 감염되어 미첼이 생포하였고, 연구를 위해 쇠사슬로 묶어두고 있다고 한다. 메일러는 웨스트 소령이 떠나자 짐에게 손을 잡아달라는 듯한 행동을 한다. 짐은 잠시 후 떠난다.
저녁 식사 시간이 되어 모든 군인과 생존자들이 한자리에 모여 식사를 하는데 밖에서 소리가 들린다. 군인들이 즉시 무장을 하고 탐조등을 켠 후 감염자들이 몰려오고, 군인들은 소총과 기관총 등을 동원하여 교전이 벌어진다. 짐은 군인들이 감염자들을 죽이면서 웃고 있는 것을 눈치챈다.
이후 짐은 패럴 대위와 싸우다가 결국 총살될 위기에 처하지만 재빠른 기지로 살아남는다. 짐은 탈출하여 군인들을 모두 죽일 준비를 한다. 그날 밤 비와 번개가 세차게 내리치고, 짐은 셀리나와 해나가 갇혀 있고 이후에 강간당할 예정임을 알게 된다. 이곳은 인류 번성을 목적으로 성노예로 부릴 여성들을 유인하는 공간이었고, 영국 전체가 세계로부터 격리 조치된 상태였다.
짐은 셀리나와 해나를 구하기 위해 군인들을 하나씩 죽이고, 메일러가 있는 곳으로 달려가 혼란을 일으킬 목적으로 소총으로 쇠사슬을 끊어 버린다. 메일러는 이후 군인들을 차례로 물어 죽인다. 해나는 물릴 위기에 처하다가 재빠른 판단으로 간신히 살아남는다. 짐은 일단 셀리나와 해나를 밖에 보낸 뒤 마지막으로 탈출한다.
그러나 프랭크의 차에 타고 있었던 웨스트가 짐에게 총을 쏘고 짐은 부상을 입는다. 셀리나는 해나에게 도움을 요청하고 해나는 차를 몰아 메일러가 있는 곳으로 차를 몬다. 메일러는 창을 깨고 웨스트를 차 밖으로 끌어내 죽인다. 짐, 셀리나, 해나는 차에 타고, 출입구가 잠겨 있자 차를 돌진시켜 문을 부순 뒤 탈출한다. 셀리나와 해나는 사람이 없는 병원으로 차를 몰아 짐의 생명을 살리기 위한 응급 처치를 시행한다.
28일 후 짐은 병원에서 깨어나고 셀리나는 재봉틀을 이용하여 천으로 "HELLO"라는 큰 글자를 만들어 구조 요청을 한다. 잠시 후 핀란드 전투기 한 대가 정찰을 시작하는데, 굶어 죽어가는 감염자들이 클로즈업된다. 셋이 이 비행기가 상공 가까이 지나가는 걸 보고 기쁨에 들뜨며, 희망의 여지 속에서 영화가 끝난다.

## 또 다른 엔딩
확장판 DVD에는 또 다른 엔딩 셋이 들어있는데, 모두 짐이 죽는 것으로 끝난다. 둘은 촬영되어 있으나 더 과격한 편인 세 번째는 단지 스토리보드에만 나타나 있다. 2003년 7월 25일부터 영화는 엔딩 크레디트 뒤에 또 다른 엔딩들을 보여주기 시작했다.

### 병원에서 죽는 짐
이 엔딩에서도 짐이 총에 맞은 후 셀리나와 해나가 그를 황폐한 병원으로 데려가지만 이 장면은 기존 엔딩보다 길게 나타난다. 해나의 도움으로 셀리나는 소생술을 시행하지만 결국 짐은 되살아나지 못한다. 여전히 군인들이 입힌 빨간 야회복을 입고 있는 둘은 비통해하지만 총을 챙겨 무장한 채 생명이 꺼진 짐의 육신을 뒤로 하고 수술실 밖으로 걸어 나가고, 문이 서서히 흔들리다가 멈춘다.
DVD 해설에서 보일과 갈런드는 이것이 영화 제작 초기의 기존 엔딩이었고, 시사회 관객들을 상대로 시험해봤다고 설명한다. 이 엔딩은 너무 음산하다는 이유로 제외됐고, 병원의 마지막 비상구에 셀리나와 해나의 생존을 함축해 의도했지만 시사회 관중들은 이 둘이 일종의 죽음에 내몰렸다고 느꼈다. 보일과 갈런드는 청중들에게 이 엔딩을 “진실된 엔딩”이라 나타냈다. 그들은 이 엔딩에서 이야기가 버려진 병원의 침대에서 시작해서 또 다른 병원의 침대에서 끝남으로서 짐에게 인생의 순환을 부여한 것이라고 설명한다. 이 엔딩은 2003년 7월 25일 이후 극장판 영화에 추가되었는데, 엔딩 크레디트 후에 “만약...”이라는 글을 보여준 후에 시작되었다.

### 병원에서의 꿈
병원 수술대 위에 놓인 짐은 무의식 상태에서 꿈을 꾸고, 영화 전에 벌어졌던 차 사고를 당하기 전 자전거 위에서의 마지막 순간을 기억해낸다. 셀리나와 해나가 그를 살리기 위해 애쓰는 장면과 꿈 시퀀스가 교차되다가 짐이 차에 부딪혔던 기억과 함께 짐이 수술대 위에서 죽어간다.

#### 짐 없이 맞이하는 엔딩
짐이 꿈을 꾸듯 자신의 죽음을 맞이하는 장면 없이 짐의 사망 후 해나와 셀리나가 살아가는 모습이 그려지는, 이 버전의 또 다른 엔딩이 있다. 이 엔딩은 극장판 맨 끝에 나오는 잠재적 구출 장면의 또 다른 버전이기도 하다. 해당 장면은 똑같이 나오지만 짐이 죽은 후의 이야기이기 때문에 짐은 존재하지 않는다. 오두막에서 현수막처럼 만든 글자들을 바느질하면서 셀리나는 농담처럼 짐 대신 닭에 대해 언급한다. 마지막에서 오로지 셀리나와 해나만 머리 위로 날아가는 제트기에 손을 흔드는 것을 볼 수 있다.

### 극단적인 엔딩
이 엔딩은 보다 노골적이며 급진적으로 다른 면을 보여주는데, 촬영되지는 않았으나 DVD에서 보일과 갈런드가 일련의 스토리보드와 함께 해설로 묘사한다. 프랭크가 맨체스터 근처 군인 건물에서 감염되었을 때 군인들은 등장하지 않는다. 대신 짐, 셀리나, 해나가 어떻게든 감염된 프랭크를 제지하려 애쓰면서 라디오 방송에서 언급되었듯이 인근에서 바이러스 치료제를 찾을 수 있기를 희망한다. 이들은 곧 커다란 의약 연구소 단지를 보호하고 있는 해당 건물을 발견하는데, 영화 초반 장면의 바이러스를 개발한 연구소와 같은 곳이다.
안에서 이들은 스스로를 방 안에 가둔 한 과학자를 찾아내고 안도하는데 그는 식량을 빼앗길까봐 두려워하며 문을 열어주지 않지만 “감염의 해답은 여기 있다”고 인정한다. 불행히도 그는 곧 죽게 될 사람들과 감정 교류는 원하지 않는다며 더 이상의 대화는 거부한다. 문을 부수고 과학자를 구슬려내려고 몇 번이고 시도하지만 실패한 채로 시간이 흐르고, 짐은 마침내 해나를 문 앞에 데려와 프랭크의 상황을 설명한다.
과학자는 마지못해 프랭크가 한 사람의 피 전체를 수혈받아야만 살 수 있을 것이라고 말해주고, 필요한 장비를 제공한다. 프랭크와 혈액형이 같은 유일한 사람은 짐이고, 짐은 프랭크가 딸과 함께 살아갈 수 있도록 자신을 희생한다. 짐은 버려진 의료 시설에 혼자 남겨지고, 셀리나, 해나, 프랭크는 감염된 무리가 그 시설에 접근하지 못하는 동안 과학자와 함께 방으로 들어간다. 컴퓨터 모니터들은 오프닝 장면에서 침팬지가 묶여 있었던 테이블에 이제는 짐이 묶여 감염된 채 몸부림 치고 있으며 그에게 죽음과 파괴가 엄습하는 것을 보여준다.
갈런드와 보일은 만약 네 생존자들에게만 계속 이야기 초점을 맞췄다면 어떻게 되었을지를 보여주기 위해 이 엔딩을 생각했다고 말한다. 그러나 치료를 위해 모든 피를 교체한다는 생각이 받아 들여지지 않을 것 같다고 판단해 보류했다고 한다. 보일은 DVD 해설에서 피 한 방울만으로도 감염될 정도로 전염성이 강하다는 기본 설정이 세워져 있는 상황에서 이 단순하고 비사실적인 해결책은 관객들 입장에서 “말이 되지 않는다”고 했다. “뭘 어쩌겠어요? 수혈 전에 모세혈관에서 피를 다 따라내 버리고 핏줄을 문질러서 표백시킬 수도 없고.”

## 출연진
- 킬리언 머피 - 짐 역
- 나오미 해리스 - 셀리나 역
- 브렌던 글리슨 - 프랭크 역
- 메건 번스 - 해나 역
- 크리스토퍼 에클스턴 - 헨리 웨스트 역
- 노아 헌틀리 - 마크 역
- 스튜어트 매쿼리 - 패럴 병장 역
- 리키 하넷 - 미첼 상병 역
- 리오 빌 - 존스 이병 역
- 루크 메이블리 - 클리프턴 이병 역
- 주니어 라니얀 - 벨 이병 역
- 레이 펀사키 - 베드퍼드 이병 역
- 산자이 람바루트 - 데이비스 이병 역
- 마빈 캠벨 - 메일러 이병 역
- 데이비드 슈나이더 - 과학자 역

## 제작

### 섭외
DVD에서 보일은 불신의 유예를 목표로 하였기 때문에 상대적으로 알려지지 않은 배우를 섭외하였다고 말한다. 당시 킬리언 머피는 주로 소규모 독립 영화에 출연 중이었고, 나오미 해리스는 영국 텔레비전에 아역으로 출연한 경험이 있었고, 메건 번스는 영화 한 편의 크레디트에만 이름이 오른 상태였다. 반면 크리스토퍼 에클스턴과 브렌던 글리슨은 이미 잘 알려져있는 배우들이었다.

### 촬영
이 영화는 웨스트민스터교, 피카딜리 서커스, 호스 가즈 퍼레이드, 옥스퍼드가와 같은 평소 북적거리는 런던 장소들을 비춘다. 이러한 장소들의 황량함을 보여주기 위해 영화 제작진은 동시에 몇 분간 그 일대 구간을 차단시켰고, 혼란을 최소화하기 위해 대개 이른 일요일 아침에 촬영이 진행되었다.
영화 일부는 캐논 XL1 디지털 비디오(DV) 카메라로 촬영되었다. DV 카메라들은 짧은 장면 촬영이 불가능한 기존 영화 카메라에 비해 작고 방향 조정이 더 쉬웠다. M1 모터웨이 장면은 차량이 완전히 없어야 했으므로 굉장히 제한된 시간에 촬영되어야 했다. 교통국 경찰은 바리케이드를 침으로써 장면이 촬영되는 동안에 차도의 긴 구간이 비워지기에 충분할 정도로 차량 소통을 느리게 했다. 영화에 등장한 도로 구간은 맨체스터에서 남동쪽으로 150 마일 떨어진 밀턴킨스을 지나가는 곳이다.
짐이 뒤집힌 이층 버스에서 걸어 나오는 런던 장면을 위해 영화 스태프들은 버스를 옆으로 뉘어 놓았고 촬영이 끝나고 치웠는데, 이 모든 것이 20분 안에 끝났다. 촬영 도중에 9.11 테러가 발생했는데, 보일은 영화 도입부에 등장하는 "잃어버린 사람을 찾습니다" 전단지와 테러 뒤에 뉴욕에 게시되었던 전단지들이 굉장히 유사했다고 지적했다. 보일은 만약 9.11 테러 이후였다면 영화 스태프들이 촬영을 위해 화이트홀 일대를 차단시키는 허가를 얻어내지 못했을 것 같다고 덧붙였다.
영화에 사용된 솔즈베리 트래펄가 공원 근처 저택에서 조반니 바티스타 치프리아니가 그려진 음악실이나 중앙 홀을 포함한 많은 방들이 최소한의 세트 장식만 갖춘 채 촬영되었다. 위층에서 발생하는 장면들은 사실 아래층에서 촬영되었는데, 저택 주인이 위층에 거주했기 때문이었다.
짐, 셀리나, 해나가 교외 오두막에서 살아가고 있는 영화 엔딩 장면들은 컴브리아주 에너데일(Ennerdale)에서 촬영되었다. 이는 레이크디스트릭트 국립공원 방향 북쪽으로 향하는 세 사람을 그려낸 고속도로 신호를 반영한 것이다.

### 기타 제작진
- 라인 제작: 로버트 하우

## 개봉

### 상업적 성공
이 영화는 박스 오피스에서 상당한 성공을 거두었고, 500만 파운드 예산으로 높은 수익을 냈다. 영국에서 610만 파운드를 벌어들였고 미국에서도 예상치 못했던 인기를 얻어 전국에서 1,500개도 안 되는 극장에서 제한 상영되었음에도 불구하고 4,500만 달러를 획득하여 전 세계 총 흥행 수익 8,270만 달러를 기록했다.

### 평단의 반응
영화에 대한 비평가들의 견해는 긍정적이었다. 리뷰 애그리게이터 사이트 로튼 토마토에서는 수집된 리뷰 235편에 근거하여 비평가 중 87%가 이 영화에 긍정 리뷰를 남긴 것으로 나타났다. 메타크리틱에서는 39편의 리뷰에 근거해 100점 만점에 73점을 받았다. 로스앤젤레스 타임스는 “훌륭한 역작”이라고 묘사했고, efilmcritic.com은 “생생하면서 맹렬하고 유쾌하게 단호한” 영화라고 언급했다.
브라보는 이 영화를 "가장 무서운 영화 속 순간들 100"에 포함시켰다. 2007년 스타일러스 매거진은 역대 두 번째로 무서운 좀비 영화라고 명명했다. 이 영화는 또한 엠파이어의 2008년 역대 위대한 영화 500편 목록에서 456위에 오르기도 했다. 블러디 디스거스팅은 이 영화를 “지난 10년 통산 최고의 공포 영화 20편”에서 7위에 위치시켰고, “좀비 영화인가, 정치적 풍자인가, 인본주의 드라마인가? 《28일 후》는 이 모든 것을 포함할 뿐만 아니라 그 이상이며, 최고의 기량을 펼친 감독의 천재적인 예술품이다. 이 영화에서 몹시 놀라운 점은 겁에 질린, 맹렬한 공포를 태초의 미적 순간들과 너무나 능숙하고 조화롭게 풀어낸 바로 그 방식이다”라고 언급한 기사도 함께 올렸다.

## 수상
- 최고의 공포 영화 (새턴상 판타지·공포 영화 부문)
- 최고의 영국 영화 (엠파이어상)
- 최고의 유럽 판타지 영화 - 대니 보일 (판타스포르투)
- 최고의 감독 - 대니 보일 (판타스포르투)
- 최고의 국제 영화 - 대니 보일 (뇌샤텔 국제 판타지 영화제 나르시스상)
- 최고의 뛰어난 연기 - 나오미 해리스 (블랙 릴 어워즈)
- 최고의 영상 - 앤서니 도드 맨틀 (유럽 영화상)

## 속편
속편 《28주 후》가 2007년 5월 11일 개봉되었다. 대니 보일과 앨릭스 갈런드가 앤드루 맥도널드와 함께 제작을 맡았다. 줄거리는 원작의 사고로부터 7달이 지난 후 도착한 미국인 무리가 대부분 황폐해진 영국을 복구하려고 시도하는 모습을 중심으로 진행된다.
2007년 3월 보일 감독은 아일랜드 라디오 방송국과 가진 인터뷰에서 이 시리즈의 세 번째 영화인 《28개월 후》(28 Months Later)를 찍을 의향이 있다고 밝혔다. 그러나 공식 발표에서 "《28개월 후》는 가망이 없다"며 사실상 제작 중단 선언을 내렸다. 그러다 2019년 6월 보일 감독이 세 번째 속편에 대한 좋은 구상이 있다고 밝혀 후속작에 대한 의지를 표명했음에도 지금은 각자의 업무에 집중하고 있어 직접적으로 논의된 바가 없다고 말했다.
2024년 1월 시리즈 세 번째 작품인 《28년 후》가 제작 중에 있음이 알려졌다. 킬리언 머피가 동일한 역으로 재등장한다.